# Női strandröplabdatorna a 2004. évi nyári olimpiai játékokon
A 2004. évi nyári olimpiai játékokon a női strandröplabdatornát augusztus 14. és 24. között rendezték. A tornán 24 csapat vett részt.

## Lebonyolítás
A 24 párost 6 darab 4 csapatos csoportba osztották a kiemelésnek megfelelően. Körmérkőzések döntötték el a csoportok végeredményét. A csoportból az első két helyezett és a négy legjobb harmadik helyezett jutott tovább a nyolcaddöntőbe. A nyolcaddöntőtől egyenes kieséses rendszerben folytatódott a torna.

## Csoportkör

### Csoportbeosztás
A csoportokba a párosokat a kiemelés szerint osztották be:
- Az A-tól az F csoportig rendre az 1–6. kiemeltek
- Az F-től az A csoportig rendre a 7–12. kiemeltek
- Az A-tól az F csoportig rendre a 13–18. kiemeltek
- Az F-től az A csoportig rendre a 19–24. kiemeltek

| A csoport                                      | B csoport                                              | C csoport                                            |
| ---------------------------------------------- | ------------------------------------------------------ | ---------------------------------------------------- |
| (1) Kerri Walsh · Misty May (USA)              | (2) Shelda Bede · Adriana Behar (BRA)                  | (3) Ana Paula Connelly · Sandra Pires (BRA)          |
| (12) Eva Celbová · Soňa Nováková (CZE)         | (11) Dalixia Fernández · Tamara Larrea (CUB)           | (10) Susanne Lahme · Danja Müsch (GER)               |
| (13) Rebekka Kadijk · Marrit Leenstra (NED)    | (14) Daniela Gattelli · Lucilla Perrotta (ITA)         | (15) Vaszilikí Arvaníti · Efthália Kutrumanídu (GRE) |
| (24) Tokuno Rjóko · Kuszuhara Csiaki (JPN)     | (23) Leigh Ann Naidoo · Julia Willand (RSA)            | (22) Nila Håkedal · Ingrid Tørlen (NOR)              |
| D csoport                                      | E csoport                                              | F csoport                                            |
| (4) Holly McPeak · Elaine Youngs (USA)         | (5) Natalie Cook · Nicole Sanderson (AUS)              | (6) Vaszilikí Karandásziu · Effroszíni Szfirí (GRE)  |
| (9) Nicole Schnyder · Simone Kuhn (SUI)        | (8) Okka Rau · Stephanie Pohl (GER)                    | (7) Tien Csia (Tian Jia) · Vang Fej (Wang Fei) (CHN) |
| (16) Guylaine Dumont · Annie Martin (CAN)      | (17) Vang Lu (Wang Lu) · Ju Ven-huj (You Wenhui) (CHN) | (18) Summer Lochowicz · Kerri Pottharst (AUS)        |
| (21) Kathrine Maaseide · Susanne Glesnes (NOR) | (20) Cvetelina Jancsulova · Petya Jancsulova (BUL)     | (19) Mayra García · Hilda Gaxiola (MEX)              |

| Színmagyarázat                                                                 |
| ------------------------------------------------------------------------------ |
| A csoportok első két helyezettje bejutott a nyolcaddöntőbe.                    |
| A csoportok legjobb négy harmadik helyezettje bejutott a nyolcaddöntőbe.       |
| A csoportok másik két harmadik helyezettje és a negyedik helyezettjei kiestek. |

### A csoport
| Csapat                                 | Pont | Gy | V | Sz+ | Sz– | P+  | P–  |
| -------------------------------------- | ---- | -- | - | --- | --- | --- | --- |
| Misty May – Kerri Walsh (USA)          | 6    | 3  | 0 | 6   | 0   | 126 | 83  |
| Eva Celbová – Soňa Nováková (CZE)      | 5    | 2  | 1 | 4   | 2   | 120 | 110 |
| Kuszuhara Csiaki – Tokuno Rjóko (JPN)  | 4    | 1  | 2 | 2   | 5   | 109 | 137 |
| Rebekka Kadijk – Marrit Leenstra (NED) | 3    | 0  | 3 | 1   | 6   | 110 | 135 |

| 2004. augusztus 15. | Misty May – Walsh (USA) | 2 – 0 | Kuszuhara – Tokuno (JPN) |  |
| 2004. augusztus 15. | (21–9, 21–16)           |       |                          |  |

| 2004. augusztus 15. | Celbová – Nováková (CZE) | 2 – 0 | Kadijk – Leenstra (NED) |  |
| 2004. augusztus 15. | (21–19, 21–16)           |       |                         |  |

| 2004. augusztus 17. | Misty May – Walsh (USA) | 2 – 0 | Kadijk – Leenstra (NED) |  |
| 2004. augusztus 17. | (21–11, 21–13)          |       |                         |  |

| 2004. augusztus 17. | Celbová – Nováková (CZE) | 2 – 0 | Kuszuhara – Tokuno (JPN) |  |
| 2004. augusztus 17. | (23–21, 21–12)           |       |                          |  |

| 2004. augusztus 19. | Kuszuhara – Tokuno (JPN) | 2 – 1 | Kadijk – Leenstra (NED) |  |
| 2004. augusztus 19. | (15–21, 21–17, 15–13)    |       |                         |  |

| 2004. augusztus 19. | Misty May – Walsh (USA) | 2 – 0 | Celbová – Nováková (CZE) |  |
| 2004. augusztus 19. | (21–17, 21–17)          |       |                          |  |

### B csoport
| Csapat                                                 | Pont | Gy | V | Sz+ | Sz– | P+  | P–  |
| ------------------------------------------------------ | ---- | -- | - | --- | --- | --- | --- |
| Shelda Bede – Adriana Behar (BRA)                      | 6    | 3  | 0 | 6   | 0   | 126 | 84  |
| Dalixia Fernandez Grasset – Tamara Larrea Peraza (CUB) | 5    | 2  | 1 | 4   | 3   | 129 | 125 |
| Daniela Gattelli – Lucilla Perrotta (ITA)              | 4    | 1  | 2 | 3   | 4   | 124 | 128 |
| Leigh-Ann Naidoo – Julia Willand (RSA)                 | 3    | 0  | 3 | 0   | 6   | 84  | 126 |

| 2004. augusztus 15. | Bede – Behar (BRA) | 2 – 0 | Naidoo – Willand (RSA) |  |
| 2004. augusztus 15. | (21–7, 21–10)      |       |                        |  |

| 2004. augusztus 15. | Fernandez Grasset – Larrea Peraza (CUB) | 2 – 1 | Gattelli – Perrotta (ITA) |  |
| 2004. augusztus 15. | (21–17, 18–21, 15–10)                   |       |                           |  |

| 2004. augusztus 17. | Bede – Behar (BRA) | 2 – 0 | Gattelli – Perrotta (ITA) |  |
| 2004. augusztus 17. | (21–17, 21–17)     |       |                           |  |

| 2004. augusztus 17. | Fernandez Grasset – Larrea Peraza (CUB) | 2 – 0 | Naidoo – Willand (RSA) |  |
| 2004. augusztus 17. | (21–19, 21–16)                          |       |                        |  |

| 2004. augusztus 19. | Gattelli – Perrotta (ITA) | 2 – 0 | Naidoo – Willand (RSA) |  |
| 2004. augusztus 19. | (21–18, 21–14)            |       |                        |  |

| 2004. augusztus 19. | Bede – Behar (BRA) | 2 – 0 | Larrea Peraza – Fernandez Grasset (CUB) |  |
| 2004. augusztus 19. | (21–14, 21–19)     |       |                                         |  |

### C csoport
| Csapat                                          | Pont | Gy | V | Sz+ | Sz– | P+  | P–  |
| ----------------------------------------------- | ---- | -- | - | --- | --- | --- | --- |
| Susanne Lahme – Danja Musch (GER)               | 5    | 2  | 1 | 5   | 4   | 156 | 143 |
| Ana Paula Connelly – Sandra Pires (BRA)         | 5    | 2  | 1 | 5   | 2   | 131 | 118 |
| Vaszilikí Arvaníti – Efthália Kutrumanídu (GRE) | 4    | 1  | 2 | 3   | 5   | 131 | 140 |
| Nila Ann Hakedal – Ingrid Torlen (NOR)          | 4    | 1  | 2 | 3   | 5   | 132 | 149 |

| 2004. augusztus 15. | Paula Connelly – Pires (BRA) | 2 – 0 | Ann Hakedal – Torlen (NOR) |  |
| 2004. augusztus 15. | (21–18, 21–19)               |       |                            |  |

| 2004. augusztus 15. | Lahme – Musch (GER)   | 2 – 1 | Arvaníti – Kutrumanídu (GRE) |  |
| 2004. augusztus 15. | (21–16, 16–21, 15–10) |       |                              |  |

| 2004. augusztus 17. | Paula Connelly – Pires (BRA) | 2 – 0 | Arvaníti – Kutrumanídu (GRE) |  |
| 2004. augusztus 17. | (21–13, 21–14)               |       |                              |  |

| 2004. augusztus 17. | Ann Hakedal – Torlen (NOR) | 2 – 1 | Lahme – Musch (GER) |  |
| 2004. augusztus 17. | (13–21, 21–17, 15–12)      |       |                     |  |

| 2004. augusztus 19. | Arvaníti – Kutrumanídu (GRE) | 2 – 1 | Ann Hakedal – Torlen (NOR) |  |
| 2004. augusztus 19. | (21–11, 21–23, 15–12)        |       |                            |  |

| 2004. augusztus 19. | Musch – Lahme (GER)   | 2 – 1 | Paula Connelly – Pires (BRA) |  |
| 2004. augusztus 19. | (18–21, 21–15, 15–11) |       |                              |  |

### D csoport
| Csapat                                     | Pont | Gy | V | Sz+ | Sz– | P+  | P–  |
| ------------------------------------------ | ---- | -- | - | --- | --- | --- | --- |
| Holly McPeak – Elaine Youngs (USA)         | 6    | 3  | 0 | 6   | 2   | 148 | 124 |
| Guylaine Dumont – Annie Martin (CAN)       | 5    | 2  | 1 | 5   | 2   | 135 | 123 |
| Susanne Glesnes – Kathrine Maaseide (NOR)  | 4    | 1  | 2 | 2   | 5   | 127 | 144 |
| Simone Kuhn – Nicole Schnyder-Benoit (SUI) | 3    | 0  | 3 | 2   | 6   | 134 | 153 |

| 2004. augusztus 14. | McPeak – Youngs (USA) | 2 – 0 | Glesnes – Maaseide (NOR) |  |
| 2004. augusztus 14. | (21–14, 21–14)        |       |                          |  |

| 2004. augusztus 14. | Dumont – Martin (CAN) | 2 – 0 | Kuhn – Schnyder-Benoit (SUI) |  |
| 2004. augusztus 14. | (21–16, 21–13)        |       |                              |  |

| 2004. augusztus 16. | McPeak – Youngs (USA) | 2 – 1 | Dumont – Martin (CAN) |  |
| 2004. augusztus 16. | (21–13, 12–21, 15–9)  |       |                       |  |

| 2004. augusztus 16. | Glesnes – Maaseide (NOR) | 2 – 1 | Kuhn – Schnyder-Benoit (SUI) |  |
| 2004. augusztus 16. | (21–18, 17–21, 15–13)    |       |                              |  |

| 2004. augusztus 18. | Dumont – Martin (CAN) | 2 – 0 | Glesnes – Maaseide (NOR) |  |
| 2004. augusztus 18. | (21–19, 29–27)        |       |                          |  |

| 2004. augusztus 18. | McPeak – Youngs (USA) | 2 – 1 | Schnyder-Benoit – Kuhn (SUI) |  |
| 2004. augusztus 18. | (22–24, 21–17, 15–12) |       |                              |  |

### E csoport
| Csapat                                            | Pont | Gy | V | Sz+ | Sz– | P+  | P–  |
| ------------------------------------------------- | ---- | -- | - | --- | --- | --- | --- |
| Stephanie Pohl – Okka Rau (GER)                   | 5    | 2  | 1 | 5   | 2   | 138 | 119 |
| Natalie Cook – Nicole Sanderson (AUS)             | 5    | 2  | 1 | 4   | 3   | 127 | 126 |
| Cvetelina Jancsulova – Petya Jancsulova (BUL)     | 5    | 2  | 1 | 4   | 3   | 124 | 131 |
| Ju Ven-huj (You Wenhui) - Vang Lu (Wang Lu) (CHN) | 3    | 0  | 3 | 1   | 6   | 126 | 139 |

| 2004. augusztus 14. | Cook – Sanderson (AUS) | 2 – 0 | C. Jancsulova – P. Jancsulova (BUL) |  |
| 2004. augusztus 14. | (21–16, 21–12)         |       |                                     |  |

| 2004. augusztus 14. | Pohl – Rau (GER) | 2 – 0 | Ju (You) - Vang (Wang) (CHN) |  |
| 2004. augusztus 14. | (21–17, 21–18)   |       |                              |  |

| 2004. augusztus 16. | Cook – Sanderson (AUS) | 2 – 1 | Ju (You) - Vang (Wang) (CHN) |  |
| 2004. augusztus 16. | (21–19, 17–21, 17–15)  |       |                              |  |

| 2004. augusztus 16. | C. Jancsulova – P. Jancsulova (BUL) | 2 – 1 | Pohl – Rau (GER) |  |
| 2004. augusztus 16. | (18–21, 21–19, 15–13)               |       |                  |  |

| 2004. augusztus 18. | C. Jancsulova – P. Jancsulova (BUL) | 2 – 0 | Ju (You) - Vang (Wang) (CHN) |  |
| 2004. augusztus 18. | (21–19, 21–17)                      |       |                              |  |

| 2004. augusztus 18. | Pohl – Rau (GER) | 2 – 0 | Cook – Sanderson (AUS) |  |
| 2004. augusztus 18. | (21–10, 22–20)   |       |                        |  |

### F csoport
| Csapat                                           | Pont | Gy | V | Sz+ | Sz– | P+  | P–  |
| ------------------------------------------------ | ---- | -- | - | --- | --- | --- | --- |
| Kerri Pottharst – Summer Lochowicz (AUS)         | 6    | 3  | 0 | 6   | 1   | 142 | 130 |
| Vaszilikí Karandásziu – Effroszíni Szfirí (GRE)  | 5    | 2  | 1 | 5   | 2   | 134 | 113 |
| Tien Csia (Tian Jia) - Vang Fej (Wang Fei) (CHN) | 4    | 1  | 2 | 2   | 4   | 109 | 118 |
| Hilda Gaxiola – Mayra Garcia (MEX)               | 3    | 0  | 3 | 0   | 6   | 108 | 132 |

| 2004. augusztus 14. | Karandásziu – Szfirí (GRE) | 2 – 0 | Gaxiola – Garcia (MEX) |  |
| 2004. augusztus 14. | (21–17, 21–13)             |       |                        |  |

| 2004. augusztus 14. | Pottharst – Lochowicz (AUS) | 2 – 0 | Tien (Tian) - Vang (Wang) (CHN) |  |
| 2004. augusztus 14. | (21–18, 21–18)              |       |                                 |  |

| 2004. augusztus 16. | Pottharst – Lochowicz (AUS) | 2 – 1 | Karandásziu – Szfirí (GRE) |  |
| 2004. augusztus 16. | (21–15, 15–21, 16–14)       |       |                            |  |

| 2004. augusztus 16. | Tien (Tian) - Vang (Wang) (CHN) | 2 – 0 | Gaxiola – Garcia (MEX) |  |
| 2004. augusztus 16. | (21–19, 21–15)                  |       |                        |  |

| 2004. augusztus 18. | Lochowicz – Pottharst (AUS) | 2 – 0 | Gaxiola – Garcia (MEX) |  |
| 2004. augusztus 18. | (26–24, 22–20)              |       |                        |  |

| 2004. augusztus 18. | Karandásziu – Szfirí (GRE) | 2 – 0 | Tien (Tian) - Vang (Wang) (CHN) |  |
| 2004. augusztus 18. | (21–14, 21–17)             |       |                                 |  |

### Harmadik helyezettek
| Csoport | Csapat                                           | Pont | Gy | V | Sz+ | Sz– | P+  | P–  | PA    |
| ------- | ------------------------------------------------ | ---- | -- | - | --- | --- | --- | --- | ----- |
| E       | Cvetelina Jancsulova – Petya Jancsulova (BUL)    | 5    | 2  | 1 | 4   | 3   | 124 | 131 | 0,947 |
| B       | Daniela Gattelli – Lucilla Perrotta (ITA)        | 4    | 1  | 2 | 3   | 4   | 124 | 128 | 0,969 |
| C       | Vaszilikí Arvaníti – Efthália Kutrumanídu (GRE)  | 4    | 1  | 2 | 3   | 5   | 131 | 140 | 0,936 |
| F       | Tien Csia (Tian Jia) - Vang Fej (Wang Fei) (CHN) | 4    | 1  | 2 | 2   | 4   | 109 | 118 | 0,924 |
| A       | Kuszuhara Csiaki – Tokuno Rjóko (JPN)            | 4    | 1  | 2 | 2   | 5   | 109 | 137 | 0,796 |
| D       | Susanne Glesnes – Kathrine Maaseide (NOR)        | 4    | 1  | 2 | 2   | 5   | 127 | 144 | 0,882 |

## Egyenes kieséses szakasz

### Nyolcaddöntők
| 2004. augusztus 21. | Misty May – Walsh (USA) | 2 – 0 | Tien (Tian) - Vang (Wang) (CHN) |  |
| 2004. augusztus 21. | (21–11, 21–18)          |       |                                 |  |

| 2004. augusztus 20. | Dumont – Martin (CAN) | 2 – 0 | Fernandez Grasset – Larrea Peraza (CUB) |  |
| 2004. augusztus 20. | (21–18, 21–19)        |       |                                         |  |

| 2004. augusztus 21. | Pohl – Rau (GER)      | 2 – 1 | Arvaníti – Kutrumanídu (GRE) |  |
| 2004. augusztus 21. | (21–12, 19–21, 15–11) |       |                              |  |

| 2004. augusztus 21. | McPeak – Youngs (USA) | 2 – 0 | Celbová – Nováková (CZE) |  |
| 2004. augusztus 21. | (21–16, 21–16)        |       |                          |  |

| 2004. augusztus 20. | Gattelli – Perrotta (ITA) | 2 – 1 | Lahme – Musch (GER) |  |
| 2004. augusztus 20. | (16–21, 21–17, 21–19)     |       |                     |  |

| 2004. augusztus 20. | Cook – Sanderson (AUS) | 2 – 0 | Pottharst – Lochowicz (AUS) |  |
| 2004. augusztus 20. | (21–15, 21–16)         |       |                             |  |

| 2004. augusztus 20. | Paula Connelly – Pires (BRA) | 2 – 0 | Karandásziu – Szfirí (GRE) |  |
| 2004. augusztus 20. | (21–16, 21–19)               |       |                            |  |

| 2004. augusztus 21. | Bede – Behar (BRA)    | 2 – 1 | C. Jancsulova – P. Jancsulova (BUL) |  |
| 2004. augusztus 21. | (18–21, 21–16, 15–11) |       |                                     |  |

### Negyeddöntők
| 2004. augusztus 22. | Misty May – Walsh (USA) | 2 – 0 | Dumont – Martin (CAN) |  |
| 2004. augusztus 22. | (21–19, 21–14)          |       |                       |  |

| 2004. augusztus 22. | McPeak – Youngs (USA) | 2 – 0 | Pohl – Rau (GER) |  |
| 2004. augusztus 22. | (21–17, 21–17)        |       |                  |  |

| 2004. augusztus 22. | Cook – Sanderson (AUS) | 2 – 1 | Gattelli – Perrotta (ITA) |  |
| 2004. augusztus 22. | (21–16, 14–21, 15–12)  |       |                           |  |

| 2004. augusztus 22. | Bede – Behar (BRA)    | 2 – 1 | Paula Connelly – Pires (BRA) |  |
| 2004. augusztus 22. | (15–21, 21–13, 15–13) |       |                              |  |

### Elődöntők
| 2004. augusztus 23. | Misty May – Walsh (USA) | 2 – 0 | McPeak – Youngs (USA) |  |
| 2004. augusztus 23. | (21–18, 21–15)          |       |                       |  |

| 2004. augusztus 23. | Bede – Behar (BRA) | 2 – 0 | Cook – Sanderson (AUS) |  |
| 2004. augusztus 23. | (21–17, 21–16)     |       |                        |  |

### Bronzmérkőzés
| 2004. augusztus 24. | McPeak – Youngs (USA) | 2 – 1 | Cook – Sanderson (AUS) |  |
| 2004. augusztus 24. | (21–18, 15–21, 15–9)  |       |                        |  |

### Döntő
| 2004. augusztus 24. | Misty May – Walsh (USA) | 2 – 0 | Bede – Behar (BRA) |  |
| 2004. augusztus 24. | (21–17, 21–11)          |       |                    |  |

## Végeredmény
| Hely  | Csapat                                           | Kiemelés |
| ----- | ------------------------------------------------ | -------- |
| Arany | Kerri Walsh, Misty May (USA)                     | 1        |
| Ezüst | Shelda Bede, Adriana Behar (BRA)                 | 2        |
| Bronz | Holly McPeak, Elaine Youngs (USA)                | 4        |
| 4.    | Natalie Cook, Nicole Sanderson (AUS)             | 5        |
| 5.    | Ana Paula Connelly, Sandra Pires (BRA)           | 3        |
| 5.    | Okka Rau, Stephanie Pohl (GER)                   | 8        |
| 5.    | Daniela Gattelli, Lucilla Perrotta (ITA)         | 14       |
| 5.    | Guylaine Dumont, Annie Martin (CAN)              | 16       |
| 9.    | Vaszilikí Karandásziu, Effroszíni Szfirí (GRE)   | 6        |
| 9.    | Tien Csia (Tian Jia), Vang Fej (Wang Fei) (CHN)  | 7        |
| 9.    | Susanne Lahme, Danja Müsch (GER)                 | 10       |
| 9.    | Dalixia Fernández, Tamara Larrea (CUB)           | 11       |
| 9.    | Celbová, Nováková (CZE)                          | 12       |
| 9.    | Vaszilikí Arvaníti, Efthália Kutrumanídu (GRE)   | 15       |
| 9.    | Summer Lochowicz, Kerri Pottharst (AUS)          | 18       |
| 9.    | Cvetelina Jancsulova, Petya Jancsulova (BUL)     | 20       |
| 17.   | Kathrine Maaseide, Susanne Glesnes (NOR)         | 21       |
| 17.   | Tokuno Rjóko, Kuszuhara Csiaki (JPN)             | 24       |
| 19.   | Nicole Schnyder, Simone Kuhn (SUI)               | 9        |
| 19.   | Rebekka Kadijk, Marrit Leenstra (NED)            | 13       |
| 19.   | Vang Lu (Wang Lu), Ju Ven-huj (You Wenhui) (CHN) | 17       |
| 19.   | Mayra García, Hilda Gaxiola (MEX)                | 19       |
| 19.   | Nila Håkedal, Ingrid Tørlen (NOR)                | 22       |
| 19.   | Leigh Ann Naidoo, Julia Willand (RSA)            | 23       |